# 孙明 (1956年)
孙明（1956年—），山东莒南人，汉族，中华人民共和国政治人物、第十二届全国人民代表大会四川地区代表。
毕业于西南财经大学高级工商管理专业。2013年，担任全国人大代表。